# 西安镇 (盘锦市)
西安镇，是中华人民共和国辽宁省盘锦市大洼区下辖的一个乡镇级行政单位。

## 行政区划
西安镇下辖以下地区：
高坎村、高坎湾村、小洼村、上口子村、洼边子村、八家子村、桃园村、韩家村、小亮沟村、刘家村、桑林子村和王家塘村。